# Cross River Reservoir
Cross River Reservoir – zbiornik retencyjny w stanie Nowy Jork, w hrabstwie Westchester, należący do sieci wodociągowej miasta Nowy Jork, utworzony na rzece Cross, oddany do użytku w 1908 r.
Powierzchnia zbiornika jest równa 915 akrów (3,70 km2), średnia głębokość zbiornika to 10,9 m; maksymalna głębia wynosi 36,5 m. Zbiornik mieści 10 300 000 galonów amerykańskich (39 000 m3) wody.
Woda wypływa z Cross River Reservoir poprzez rzekę Cross i wpływa poprzez tę rzekę do Muscoot Reservoir.
Poprzez położenie na rzece Cross zbiornik stanowi część działu wodnego rzeki Hudson.